# 羊绍素
羊紹素（?—?），泰山人。
羊氏為泰山望族，表兄吳融（子華）。紹素曾作《畫狗馬難為功賦》，吳融說：“吾子此賦未嘉。賦題無鬼神，而賦中言鬼神。”紹素表示同意。唐昭宗乾寧五年（898年）戊午科狀元及第，當時主考官為禮部尚書裴贄。